# Sucre glace

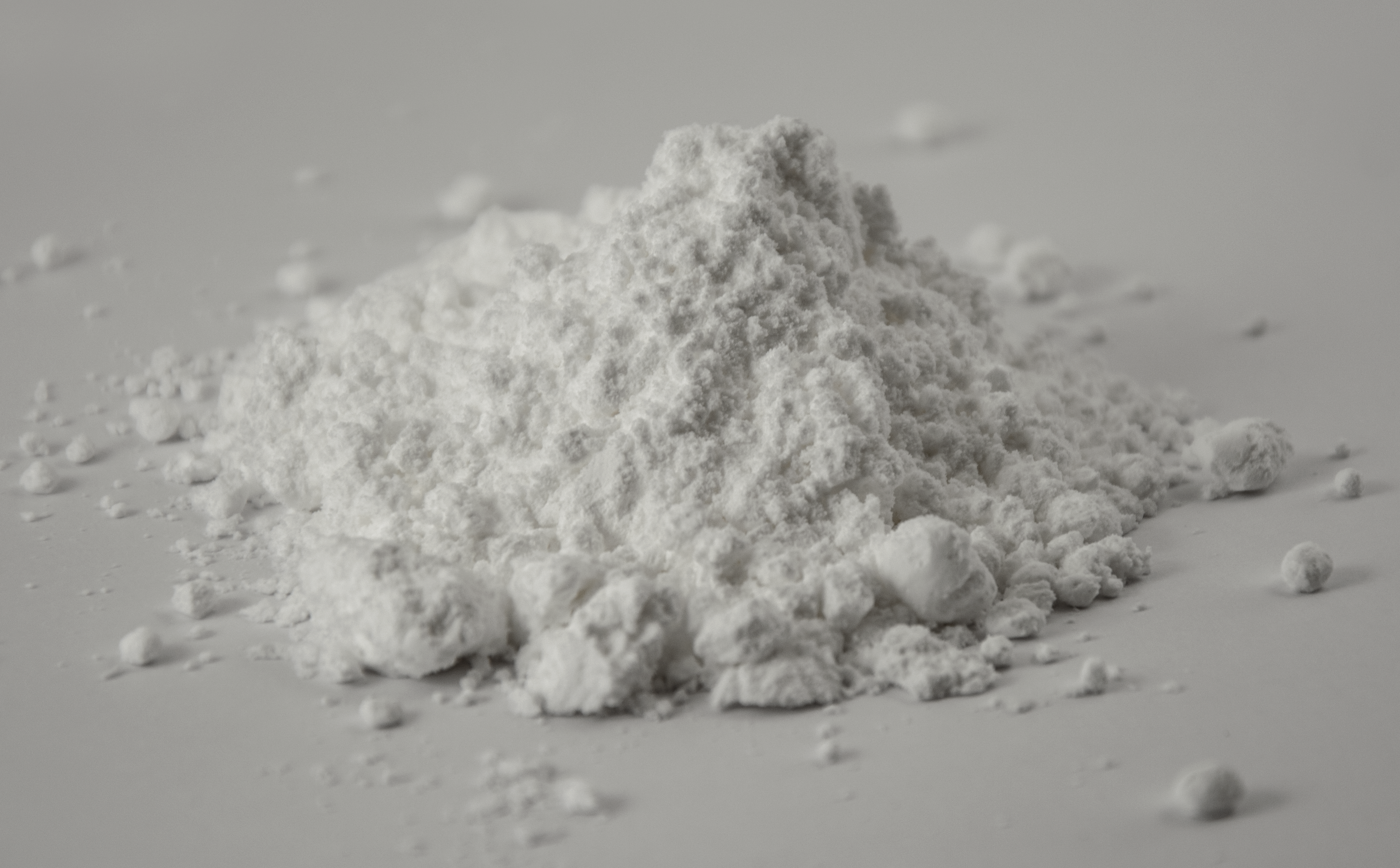
Tas de sucre glace.

Le sucre glace, sucre impalpable (en Belgique francophone), sucre à glacer, sucre en poudre (au Canada francophone) ou encore sucre farine, est obtenu par broyage du sucre cristallisé, raffiné ou non. Les cristaux sont réduits en une poudre impalpable (avec une dimension des fragments de cristaux de 0,05 à 0,13 millimètre). Le sucre glace « amylacé » contient en plus 2 ou 3 % d’amidon comme agent anti-mottant, pour ne pas former d'agglomérats dus à l'humidité. De la silice peut également être utilisée comme agent anti-mottant.

## Utilisation

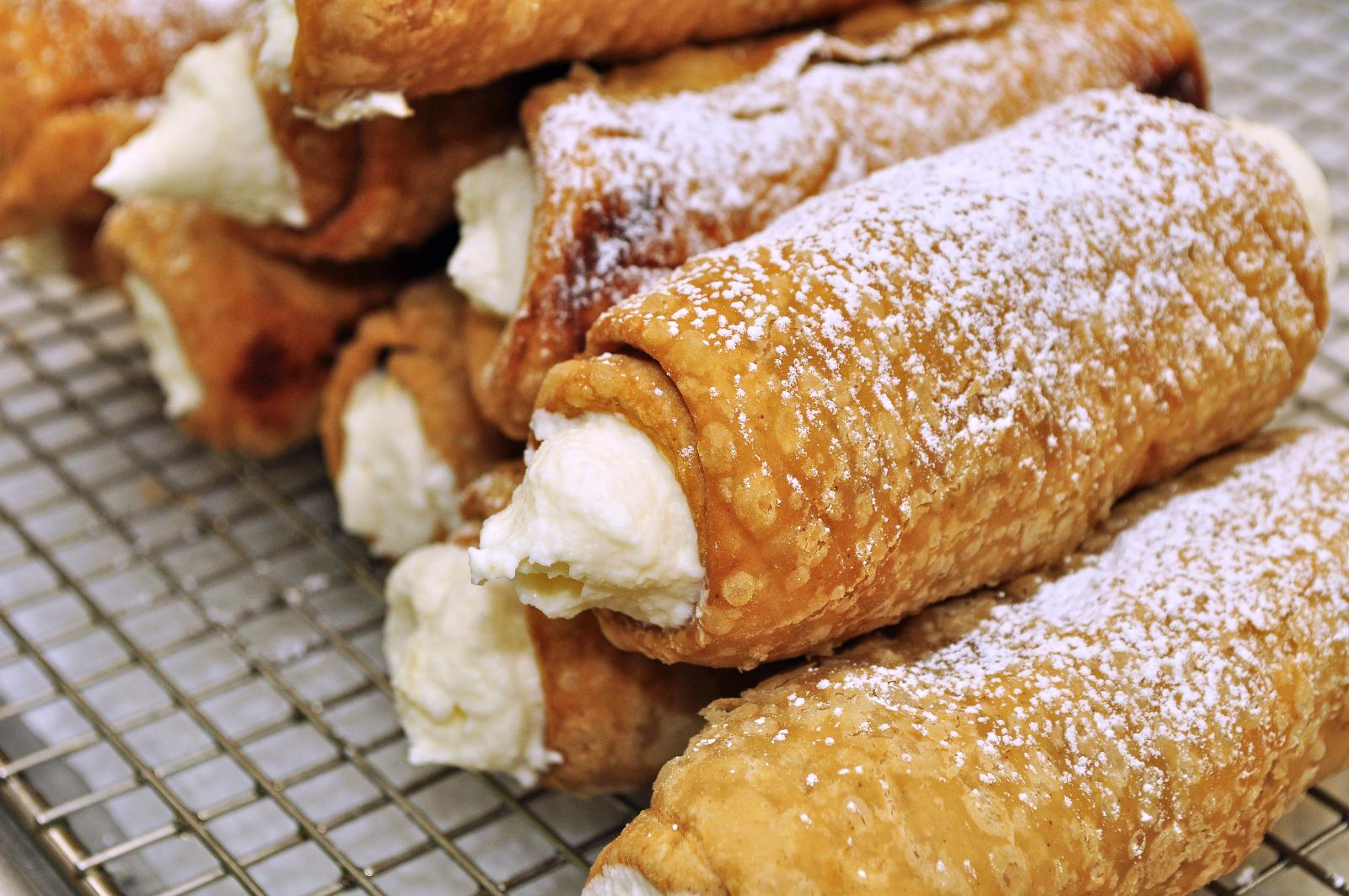
Cannoli saupoudrés de sucre glace.

Il est principalement employé pour la décoration des pâtisseries (opération de glaçage, d’où son nom), en saupoudrage sur les gâteaux et les tartes, ou encore pour sucrer les blancs en neige.
Pour réaliser un glaçage, on dissout le sucre dans très peu d’eau : très rapidement, on obtient une crème onctueuse qui sera étalée sur un gâteau ou des petits fours à l’aide d’un pinceau à pâtisserie, ou à l’aide d’une spatule pour les grandes surfaces.
Exemple de dosage : deux cuillères à soupe d’eau pour un verre de sucre (dose pour quinze petits fours).
Ce glaçage peut être amélioré en y rajoutant un arôme, ou plus simplement en remplaçant la moitié de l’eau par un alcool de fruit, du rhum, etc., selon la pâtisserie concernée. L’arôme imbibe ensuite la pâtisserie et le glaçage empêche son évaporation. Prévoir le glaçage la veille pour une bonne diffusion de l’arôme.
Dans les recettes (notamment les œufs à la neige), le sucre glace remplace avantageusement le sucre semoule. Le pouvoir sucrant étant sensiblement le même, il faut prendre les mêmes quantités en grammes dans les deux cas (quinze grammes pour quatre blancs d’œuf). 
La densité de ces sucres est évidemment différente : à volume équivalent, le sucre glace pèse une fois et demie moins lourd que le sucre semoule.

## Conservation
Dans une boîte hermétique, à l’abri de l’humidité car ses grains risquent de former des blocs.
Le sucre glace peut être conservé dans une saupoudreuse en aluminium.

### Référence bibliographique
- Georges Lebouc, Dictionnaire de belgicismes, Bruxelles, Éditions Racine, 2006, 622 p. (ISBN 2-87386-477-X et 9782873864774, présentation en ligne, lire en ligne).